# Історико-філологічне товариство при Імператорському Новоросійському університеті
Історико-філологічне товариство при Імператорському Новоросійському університеті — наукове об'єднання, засноване 23 лютого 1889 при Новоросійському університеті (нині Одеський національний університет імені І.Мечникова). У своєму складі мало візантійське (1891, від 1898 – візантійсько-слов'янське) і педагогічне (1898) відділення. Спочатку налічувало 64 члени, у 1910 – 329. Окрім учених його членами були вчителі середніх навчальних закладів Одеси, Єлисаветграда (нині м. Кропивницький), Херсона, Миколаєва, Тирасполя, Криму, представники духовенства, юристи. Першим його головою був Ф.Успенський. У різні роки в ньому працювали, зокрема: П.Ардашев, Г.Афанасьєв, Д.Бєляєв, П.Біціллі, П.Брун, В.Васильєвський, С.Вилинський, Р.Виппер, М.Владимирський-Буданов, М.Карєєв, Ф.Корш, О.Кочубинський, Ю.Кулаковський, М.Ланге, Ф.Леонтович, І.Линниченко, Б.Ляпунов, О.Маркевич, О.Никитський, П.Погодин, Г.Попруженко, О.Трачевський, А.Флоровський, Е.Штерн, Є.Щепкін.
Товариство видавало "Летопись Историко-филологического общества при Императорском Новороссийском университете" (т. 1–25, 1890–1916) на сторінках якої друкувалися переважно публікації з візантійсько-слов'янської проблематики.
Товариство проводило тематичні засідання (на них заслуховувалися доповіді з історіографічної, джерелознавчої, археографічної, археологічної, етнографічної та філологічної проблематики), налагоджувало зв'язки з рос. й іноземними наук. установами; збирало рукописи, коштовні видання, етнографічні й археологічні матеріали; організовувало пошукові екскурсії та експедиції.
Особлива увага приділялася краєзнавчій роботі. 1899 була прийнята "Програма етнографічних досліджень у районі Новоросії, Бессарабії і Криму" (її склали О.Маркевич, О.Кочубинський і Х.Ящуржинський).
Члени товариства брали участь в археологічних з'їздах, організовували вшанування ювілеїв, присвячених В.Григоровичу, В.Бєлінському, О.Пушкіну, М.Гоголю.
Питаннями удосконалення системи середніх навчальних закладів в Одесі й Одеському учбовому окрузі опікувалося педагогічне відділення товариства (ним керував М.Ланге).
Постійні наукові зв'язки товариство підтримувало з Історико-філологічним товариством при Харківському університеті, Історико-філологічним товариством при Історико-філологічному інституті князя Безбородька в Ніжині, Церковно-історичним та археологічним товариством при Київчькій духовній академії (див. Церковно-історичні товариства), Історичним товариством Нестора-літописця, Науковим товариством імені Шевченка у Львові, Київською археографічною комісією, губернськими архівними комісіями, Петербурзькою АН (нині Російська академія наук), Санкт-Петербург, Варшавським, Дерптським (нині Тартуським), Казанським, Гельсингфорським (нині Гельсінкський) університетами, Росфйським археологічним товариством, Східним інститутом у Владивостоці (нині місто в РФ), Сербською королівською академією в Белграді (нині столиця Сербії), Музеєм Королівства Чеського в Празі, Упсальською королівською бібліотекою (Швеція) та ін. наук. установами.
Фактично товариство припинило діяльність 1917, однак юридично було ліквідоване лише 1923 при об'єднанні його з Одеським бібліографічним товариством. На основі цього об'єднання було створено Одеське філологічне товариство.